# 秦神社
秦神社（はだじんじゃ）は、高知県高知市にある神社。旧社格は県社。

## 概要
長宗我部元親の菩提寺である雪蹊寺が廃仏毀釈により明治3年（1870年）に廃寺となった。このため元親の弟の子孫である島弥九郎与助らが高知藩庁に創建を請願し、旧雪蹊寺本堂跡に明治4年（1871年）4月7日（新暦5月25日）に建立された。
社名は、長宗我部氏が中国秦王朝の始皇帝の子孫とされる秦河勝の後裔と称したことによる。長宗我部氏の子孫にあたる島弥九郎などが中心となり、雪蹊寺にあった衣冠束帯姿の長宗我部元親木像を神体として安置した。また、戸次川の戦いで戦死した長宗我部兵の霊璽板（大位牌）も祀った。
昭和18年（1943年）8月に県社に列した。社格廃止後の昭和27年（1952年）宗教法人となった。

## 祭神

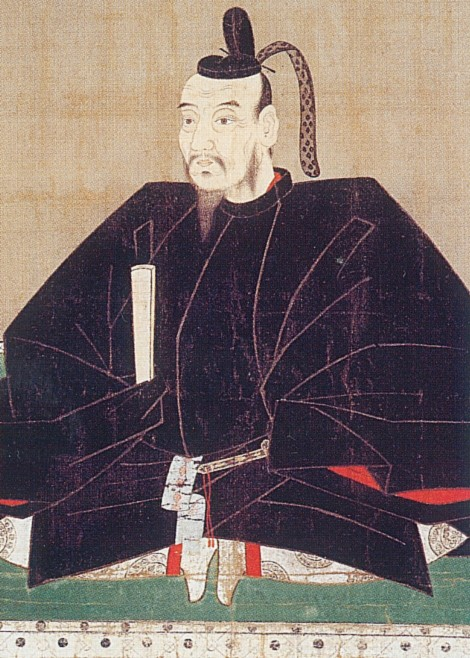
長宗我部元親画像（重要文化財）

主神
- 長宗我部元親公之霊

配神
- 秦家累代の霊
- 家臣忠死者

## 摂末社
- 西宮神社
- 竈戸神社（大年御祖神）
- 鎮八幡宮
- 祖霊舎（氏子先祖宮）
- 若宮霊廟秦分祠

## 文化財

### 重要文化財（国指定）
- 絹本著色長宗我部元親像 - 桃山時代、昭和43年4月25日指定 [3]。元親が死去した翌月の葬儀の際、家督を継いだ四男の長宗我部盛親によって制作されて雪蹊寺に奉納されたが[4]、神社建立時に雪蹊寺より移された。高知県立歴史民俗資料館に委託保管[5]。

### 高知県保護有形文化財

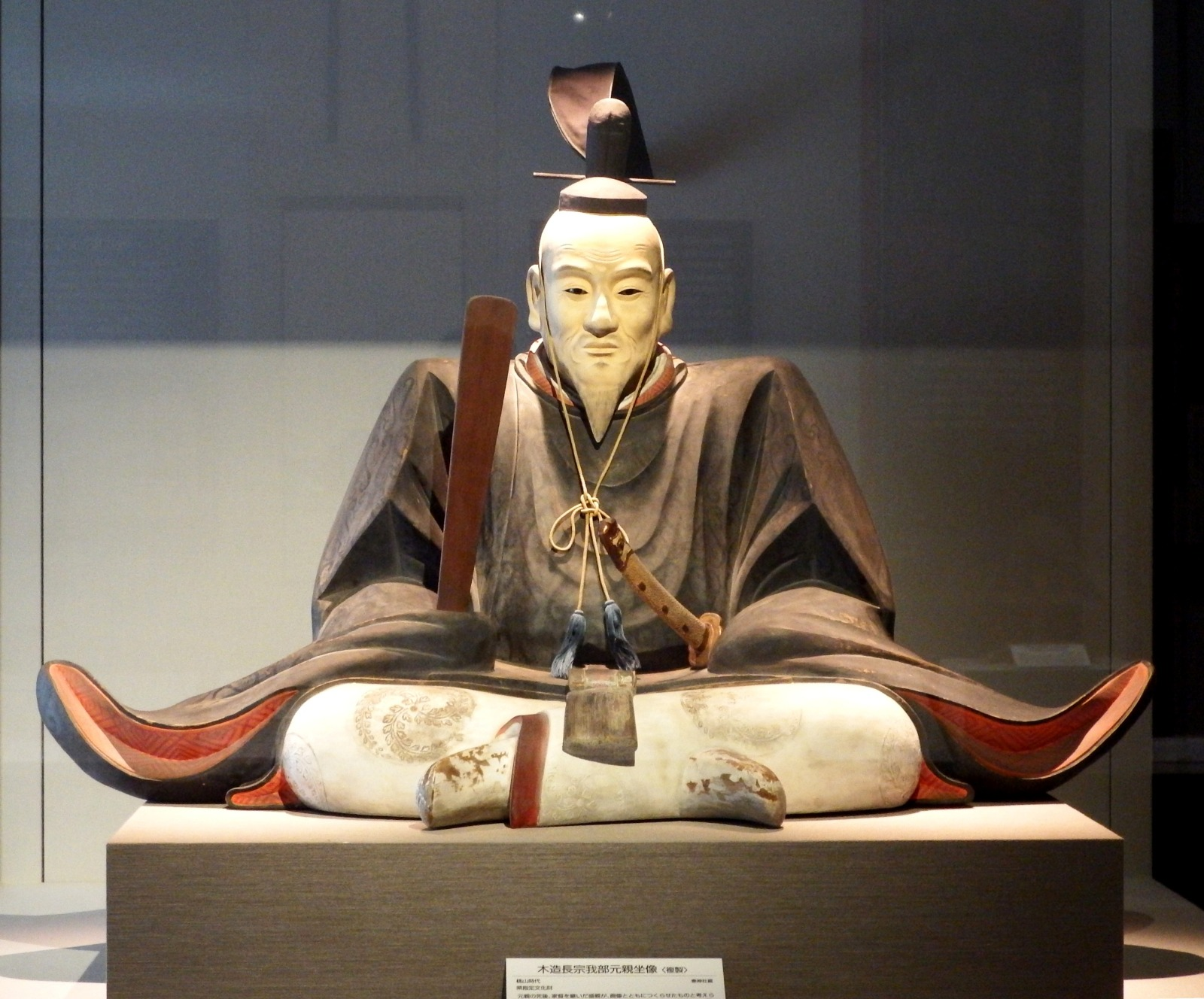
長宗我部元親像のレプリカ

- 木造長宗我部元親坐像 - 平成13年3月27日指定[6][2]
- 長宗我部信親公忠死御供之衆鑑板 - 平成13年3月27日指定[7]

## 周辺
- 雪蹊寺
- 若宮八幡宮：長宗我部元親初陣の像がある。